# Tekirdağ
Tekirdağ (conocida históricamente como Rhaedestus en latín, Redestós (Ραιδεστός) en griego, o Rodosto en español), es una ciudad situada en la región del Mármara, en Turquía, y la capital de la provincia de Tekirdağ. Cuenta con una población de 133.322 habitantes (2007).

## Situación
Tekirdağ se encuentra en la costa del mar de Mármara, a 135 km al oeste de Estambul. La pintoresca bahía de Tekirdağ está rodeada por el gran promontorio de la montaña que da nombre a la ciudad, Tekir Dağı (antiguo Combos), de alrededor de 610 m de altura desde la meseta hacia el norte. Entre Tekirdağ y Şarköy existe otra montaña, Ganos Dağı.

## Historia
La historia de la ciudad de Tekirdağ se remonta a alrededor del año 4000 a. C. Se cree que la antigua ciudad de Rodosto fue fundada por los habitantes de la isla de Samos. En la Anábasis de Jenofonte se menciona como perteneciente al reino del príncipe tracio Seutes. Procopio relató la restauración de la ciudad por parte de Justiniano I en el siglo VI. En el año 813, y de nuevo en 1206, fue saqueada por los búlgaros tras la batalla de Rodosto, aunque siguió siendo un lugar relevante en la historia posterior del Imperio bizantino.
En el periodo otomano, la ciudad formó parte del vilayato de Edirne.
Durante mucho tiempo, Tekirdağ fue el gran almacén de los productos de la provincia de Edirne, pero el comercio se vio afectado cuando Alejandrópolis se convirtió en la última estación de la línea de ferrocarril que subía por el río Maritsa.

## Tekirdağ en la actualidad
Hoy en día, la zona de Tekirdağ acoge numerosas casas de vacaciones, ya que se encuentra a 90km en carretera o tren de Estambul. La carretera sigue la costa, donde las ciudades más populares son las de Şarköy, Mürefte y Kumbağ. Muchas de estas propiedades se han construido de forma irregular y sin planificar, por lo que da la apariencia de que se ha construido demasiado. Sin embargo, aún se puede acceder a la orilla cerca de Tekirdağ.
La ciudad de Tekirdağ es el típico centro urbano comercial turco, con un pequeño puerto. La mayor parte de las edificaciones otomanas de madera se han sustituido por bloques de hormigón, por lo que la ciudad carece de un carácter moderno o antiguo. Cuenta con cierto ambiente rural, el cual se conserva en parte debido a que la gente va a Estambul a realizar las grandes compras y a divertirse. En invierno, el aire está muy contaminado por el uso de calefacción central de carbón en muchos edificios.
Tekirdağ es conocida especialmente por el köfte. Suelen acompañarse con queso local y dulce de sémola.
También destacan el puerto de Martas y la terminal de Botas, ambos de especial importancia en las actividades comerciales de la región del Mármara.
La zona del interior continúa siendo agrícola, y se cultivan cerezos, girasoles y vides para producir vino y el rakı, por el que se conoce Tekirdağ. Hasta la década de los 1990, las destilerías estaban en manos del Estado, pero actualmente pertenecen a empresas privadas. 
La Universidad de Trakya tiene una facultad de agricultura en Tekirdağ. Sin embargo, en 2006 se anunció que se abrirá una nueva universidad, la de Namık Kemal, con facultades de ciencias y medicina.
El alcalde es Kadir Albayrak del partido socialdemócrata CHP

## Lugares de interés
- El museo Rakoczi, una casa otomana del siglo XVII donde el héroe nacional húngaro, Francisco Rákóczi II, vivió durante su exilio, desde 1720 hasta su muerte en 1735. La casa es de especial importancia para los húngaros y aquellos que tienen raíces húngaras. Actualmente, el museo es propiedad del Estado húngaro y recibe numerosas visitas, habiéndose convertido en lugar de peregrinaje nacional.
- El Museo Arqueológico y Etnográfico de Tekirdağ, con objetos arqueológicos y etnográficos de la región desde la prehistoria hasta la actualidad.
- La iglesia de Panagia Rheumatocratissa, que cuenta con tumbas e inscripciones en latín de otros húngaros que se refugiaron aquí con su líder.
- El lugar donde nació Namık Kemal, poeta del siglo XIX, actualmente museo dedicado a su vida y obra.
- De todas las estatuas de Mustafa Kemal Atatürk que hay en Turquía, la que se encuentra en el centro de Tekirdağ es la única que tiene el mismo tamaño que él.

## Ciudades hermanadas
- Bakú, Azerbaiyán
- Kecskemét, Hungría
- Sárospatak, Hungría